# Cronologia da pandemia de COVID-19 na Alemanha
Este artigo documenta a cronologia da pandemia de COVID-19 na Alemanha.

## Cronologia

### Janeiro de 2020
- 28 de janeiro: O primeiro caso confirmado pelo novo coronavírus ocorre na Alemanha. Um paciente é um funcionário do fornecedor automotivo do distrito de Starnberg, que foi infectado por um colega chinês.[1][2][3]
- 29 de janeiro: A companhia aérea alemã Lufthansa anuncia o cancelamento de todos os voos para a China.[1][2]
- 31 de janeiro: O governo federal da Alemanha envia uma aeronave da Força Aérea para a China para retirar os alemães na cidade chinesa de Wuhan.[1]

### Fevereiro de 2020
- 4 de fevereiro: O Ministério das Relações Exteriores de Berlim novamente alerta os alemães para viagens à cidade chinesa de Wuhan.[2]
- 9 de fevereiro: Vinte alemães evacuados chegam em Berlim. Eles são levados para casa e ficam em quarentena por 14 dias.[1][2]
- 15 de fevereiro: Dois alemães a bordo do navio de cruzeiro Diamond Princess nos arredores de Yokohama, no Japão, são infectados pelo novo coronavírus.[2]
- 25 de fevereiro: A Renânia do Norte-Vestfália registra oficialmente os primeiros casos do novo coronavírus.[3]
- 28 de fevereiro: A maior feira de viagens do mundo é cancelada em Berlim.[3]

### Março de 2020
- 1 de março: O número de casos confirmados na Alemanha ultrapassa mais de 100.[2][3]
- 3 de março: Os primeiros casos são confirmados nos estados alemães do leste, Brandemburgo, Saxônia e Turíngia.[4]
- 4 de março: Uma das maiores feiras do livro da Alemanha é cancelada na cidade de Leipzig.[5]
- 6 de março: O ministro federal da Saúde, Jens Spahn, adverte contra as viagens a áreas de alto risco.[4]
- 8 de março: Um alemão, que viajava para o Egito, morre pelo novo coronavírus pela primeira vez, segundo o Ministério da Saúde do Cairo no Egito.[3][4][5]
- 8 de março: O ministro federal da Saúde, Jens Spahn, recomenda o cancelamento de eventos com mais de 1000 pessoas.[3][4]
- 8 de março: O número dos casos confirmados pelo novos coronavírus ultrapassa mais de 1.000.[2][3]
- 9 de março: A primeira morte causada pelo novo coronavírus na Alemanha.[3]
- 11 de março: O primeiro caso confirmado pelo novo coronavírus ocorre no Bundestag.[3]
- 14 de março: As fronteiras com a Alemanha são fechadas pela Polônia e pela Dinamarca. A Turquia não permite mais a entrada de alemães. Os cidadãos turcos também não podem mais viajar para a Alemanha ou outros oito países europeus.[3]
- 14 de março: O Ministério da Saúde da Alemanha alerta a população sobre as notícias falsas na crise do novo coronavírus.[6]
- 16 de março: A Baviera declara uma situação de desastre.[2]
- 16 de março: O governo federal da Alemanha proíbe as reuniões em igrejas, mesquitas e sinagogas e ordena o fechamento de lojas não essenciais, parques infantis, cassinos e clubes esportivos para combater a propagação da pandemia.[2][7]
- 16 de março: As escolas e as creches são fechadas na maioria dos estados da Alemanha.[5]
- 22 de março: Os governos federal e estaduais anunciam a proibição de contato que deve entrar em vigor no dia seguinte.[2][3]
- 23 de março: O número de mortes confirmadas pelo novo coronavírus na Alemanha ultrapassa mais de 100.[3]
- 25 de março: O Bundestag decide sobre um enorme pacote de ajuda para combater o novo coronavírus.[3]
- 26 de março: O número de mortes confirmadas pelo novo coronavírus na Alemanha ultrapassa mais de 200.[3]

### Abril de 2020
- 1 de abril: A chanceler alemã Angela Merkel conversa com os chefes do país por telefone sobre o cancelamento da Páscoa.[3]
- 2 de abril: O número de mortes confirmadas pelo novo coronavírus na Alemanha ultrapassa 1.000.[3]
- 3 de abril: O clube de futebol alemão Borussia Dortmund abre o estádio para o tratamento de pacientes com o novo coronavírus em Dortmund.[8]
- 6 de abril: O número de casos confirmados pelo novo coronavírus na Alemanha ultrapassa 100.000.[5]
- 14 de abril: O número de mortes confirmadas pelo novo coronavírus na Alemanha ultrapassa mais de 4 mil.[3]
- 15 de abril: A chanceler alemã Angela Merkel anuncia que os principais eventos esportivos no país serão proibidos até 31 de agosto.[8]
- 20 de abril: A Saxônia torna-se o primeiro estado da Alemanha a introduzir as máscaras faciais obrigatórias no varejo e nos transportes públicos locais.[5]
- 21 de abril: A Oktoberfest é oficialmente cancelada em Munique.[3]
- 21 de abril: A principal liga de handebol da Alemanha cancela o resto da temporada devido à pandemia do novo coronavírus.[8]
- 23 de abril: O número de mortes confirmadas pelo novo coronavírus na Alemanha ultrapassa mais de 5 mil. O Instituto Paul Ehrlich aprova o primeiro teste da vacina humana contra o novo coronavírus na Alemanha.[3]
- 27 de abril: A máscara facial é obrigatória em todos os estados da Alemanha.[5]
- 29 de abril: O governo alemão estende o alerta mundial de viagens para turistas devido à pandemia do novo coronavírus.[3]
- 29 ce abril: As empresas farmacêuticas alemãs Biontech e Pfizer começam a testar uma vacina contra o novo coronavírus em pessoas.[5]
- 30 de abril: O governo alemão adia a decisão sobre a retomada da Bundesliga.[8]

### Maio de 2020
- 3 de maio: Os ministros do Interior e dos Negócios Estrangeiros rejeitam as viagens internacionais para alemães nas próximas férias de verão.[2]
- 5 de maio: A Baixa Saxônia torna-se o primeiro estado federal da Alemanha a anunciar a reabertura de restaurantes.[2]
- 13 de maio: No final da manhã, o ministro do Interior, Horst Seehofer, anuncia a flexibilização das restrições nas fronteiras da Alemanha para a Áustria, a França e a Suíça até 15 de junho.[2][9]
- 15 de maio: O governo da Renânia do Norte-Vestfália anuncia a suspensão do regime de quarentena para viajantes da União Europeia na Alemanha.[2]
- 16 de maio: Os manifestantes contra as restrições ocorrem em várias cidades da Alemanha.[5]
- 16 de maio: As partidas da Bundesliga são retomadas sem espectadores. A Bundesliga torna-se a primeira das principais ligas da Europa a voltar aos gramados desde o lockdown por causa da pandemia.[5][10]
- 25 de maio: O governo federal da Alemanha salva a companhia aérea Lufthansa da falência iminente com um pacote de ajuda no valor de bilhões.[5]
- 30 de maio: A chanceler alemã, Angela Merkel, recusa-se a viajar para os Estados Unidos para a próxima cúpula do G7, por causa do novo coronavírus.[2]

### Junho de 2020
- 6 de junho: O governo federal da Alemanha suspende a alerta geral de viagens para países europeus a partir de 15 de junho.[11]
- 9 de junho: A Turíngia torna-se o primeiro estado da Alemanha a decretar fim de isolamento social.[2][12]
- 10 de junho: O governo alemão estende o aviso de viagem para turistas devido à pandemia do novo coronavírus para mais de 160 países fora da Europa.[5]
- 13 de junho: A Turíngia torna-se o primeiro estado da Alemanha a suspender as restrições de contato.[5]

### Julho de 2020
- 25 de julho: De acordo com o governador da Saxônia Michael Kretschmer, a segunda onda do novo coronavírus começa na Alemanha.[5]
- 31 de julho: O Ministério das Relações Exteriores da Alemanha endurece seu alerta contra as viagens às regiões espanholas da Catalunha, Aragão e Navarra devido ao aumento de casos do novo coronavírus.[5][13]

### Agosto de 2020
- 6 de agosto: Mais de 1.000 casos do novo coronavírus por dia são registrados na Alemanha pela primeira vez desde 7 de maio.[14]
- 10 de agosto: Os ministros da saúde federal e estadual da Alemanha rejeitam os jogos da Bundesliga com espectadores.[5]
- 18 de agosto: O ministro da saúde federal, Jens Spahn, pede o cancelamento da temporada de carnaval no inverno.[5]
- 27 de agosto: Os governos federal e estadual da Alemanha concordam com uma multa mínima de 50 euros por violações da exigência da máscara.[5]
- 29 de agosto: Em Berlim, 38.000 pessoas protestam contra as medidas para conter o novo coronavírus na Alemanha.[5]

### Outubro de 2020
- 24 de outubro: O número de mortes causadas pelo novo coronavírus na Alemanha ultrapassa 10.000, registrado pelo Instituto Robert Koch.[15]

### Novembro de 2020
- 27 de novembro: O número de casos confirmados do novo coronavírus ultrapassa um milhão, registrado pelo Instituto Robert Koch. A Alemanha torna-se o quinto país da Europa Ocidental atingir essa marca depois da Espanha, da França, do Reino Unido e da Itália.[16][17]

### Dezembro de 2020
- 24 de dezembro: O ministério da saúde do estado de Baden-Wuerttemberg anuncia que o primeiro caso da variante do novo coronavírus, encontrado no Reino Unido, é detectado na Alemanha.[18]
- 26 de dezembro: Uma mulher de 101 anos em uma casa de repouso torna-se a primeira pessoa na Alemanha a ser vacinada contra COVID-19, um dia antes do início da campanha oficial de vacinação na Alemanha e na União Europeia.[19]
- 30 de dezembro: O número de mortes causadas pelo novo coronavírus na Alemanha em 24 horas ultrapassa 1.000 pela primeira vez, registrado pelo Instituto Robert Koch.[20]

### Janeiro de 2021
- 13 de janeiro: Os primeiros centros de vacinação começam na Turíngia.[21]
- 15 de janeiro: O número de casos confirmados do novo coronavírus na Alemanha ultrapassa 2 milhões, registrado pelo Instituto Robert Koch.[22]
- 20 de janeiro: A chanceler Angela Merkel e os primeiros-ministros dos estados do país aprovam estender o lockdown por duas semanas até 14 de fevereiro.[23]
- 22 de janeiro: O número de mortes causadas pelo novo coronavírus na Alemanha ultrapassa 50.000, registrado pelo Instituto Robert Koch.[24][25]
- 22 de janeiro: O Ministério de Estado de Assuntos Sociais de Hesse registra o primeiro caso da variante brasileira do coronavírus na Alemanha.[26]

### Março de 2021
- 5 de março: O político alemão Georg Nüßlein da União Democrata-Cristã (CDU) renuncia ao cargo de vice-presidente do grupo parlamentar da União no Bundestag devido a escândalo de venda de máscaras.[27]
- 8 de março: O político alemão Nikolas Löbel da União Democrata-Cristã (CDU) renuncia ao mandato do Bundestag devido a escândalo de venda de máscaras.[28][29]
- 11 de março: A Comissão da União Europeia aprova a vacina do fabricante americano Johnson & Johnson. é a quarta vacina contra a COVDI-19 aprovada pela União Europeia.[30]
- 15 de março: A Alemanha e os países europeus suspendem o uso da vacina contra COVID-19 da AstraZeneca por causa de possíveis efeitos colaterais e outros efeitos colaterais.[31]
- 19 de março: A Alemanha retoma a vacinação da AstraZeneca junto com a França e os países da Europa.[32]
- 30 de março: Berlim, a capital da Alemanha, suspende a vacinação com a vacina contra COVID-19 da AstraZeneca para menores de 60 anos.[33]

### Abril de 2021
- 12 de abril: O número de casos confirmados do novo coronavírus na Alemanha ultrapassa 3 milhões, registrado pelo Instituto Robert Koch.[34]

### Julho de 2021
- 7 de julho: A variante Delta do coronavírus é dominante pela primeira vez na Alemanha, segundo o Instituto Robert Koch.[35]

### Novembro de 2021
- 25 de novembro: O número de mortes causadas pelo novo coronavírus na Alemanha ultrapassa 100.000, registrado pelo Instituto Robert Koch.[36][37]

### Janeiro de 2022
- 12 de janeiro: O número de novos casos diários do novo coronavírus na Alemanha ultrapassa 80.000 pela primeira vez, registrado pelo Instituto Robert Koch.[38][39]
- 27 de janeiro: O número de novos casos diários do novo coronavírus na Alemanha ultrapassa 200.000 pela primeira vez, registrado pelo Instituto Robert Koch.[40][41]